# Царёва, Галина Георгиевна
Гали́на Гео́ргиевна Царёва (род. 19 апреля 1950, Великие Луки) — советская велогонщица, выступала за сборную СССР в 1970-х — 1980-х годах. Шестикратная чемпионка мира в индивидуальном спринте, многократная чемпионка всесоюзных первенств в трековых и шоссейных дисциплинах. На соревнованиях представляла спортивное общество «Локомотив», заслуженный мастер спорта СССР (1970).

## Биография
Галина Царёва родилась 19 апреля 1950 года в городе Великие Луки Псковской области. В детстве увлекалась волейболом, баскетболом, настольным теннисом, конькобежным спринтом, лыжами. Активно заниматься велоспортом начала ещё в школе во время учёбы в восьмом классе, ходила в детско-юношескую спортшколу при вагоноремонтном заводе, позже переехала в Псков, а затем в 1968 году в Ленинград, где проходила подготовку под руководством тренера Н. П. Смирнова и заслуженного тренера А. А. Кузнецова, за которого впоследствии вышла замуж. Состояла в добровольном спортивном обществе «Локомотив».
Первого серьёзного успеха в трековом велоспорте на взрослом уровне добилась в 1969 году, когда в спринте одержала победу на первенстве СССР и, попав в основной состав советской национальной сборной, побывала на чемпионате мира в чешском городе Брно, где тоже стала победительницей. В последующие годы становилась чемпионкой СССР в спринте ещё девять раз (1971, 1974—1980, 1982 и 1987), трижды завоёвывала чемпионское звание в гите на 500 метров (1971, 1972, 1976), шесть раз выигрывала всесоюзные первенства в групповых гонках на шоссе (1972, 1975—1978, 1981), побеждала в кольцевых групповых гонках (1976, 1977, 1978, 1981) и в гонке-критериум (1975). При этом на трековых чемпионатах мира в индивидуальном спринте побеждала ещё пять раз (1970, 1971, 1977, 1978, 1979), один раз была бронзовой призёршей (1974) и один раз серебряной (1980). Многократно устанавливала и улучшала рекорды мира и СССР в гитах на 200, 500, 1000, 5000, 10000 и 20000 метров.
Когда в 1988 году женский трековый велоспорт был включён в программу летних Олимпийских игр, Царёва пыталась пройти отбор в советскую олимпийскую команду, но не смогла этого сделать из-за слишком высокой конкуренции. Оставалась действующей спортсменкой вплоть до 1989 года, в последние годы карьеры участвовала и побеждала в престижных однодневных гонках в Париже. За выдающиеся спортивные достижения награждена орденом «Знак Почёта» и удостоена почётного звания «Заслуженный мастер спорта СССР».
Имеет высшее образование, окончила Государственный дважды орденоносный институт физической культуры имени П. Ф. Лесгафта (ныне Национальный государственный университет физической культуры, спорта и здоровья имени П. Ф. Лесгафта) — после завершения спортивной карьеры преподавала в этом университете на кафедре велосипедного спорта. Её сын Николай Кузнецов тоже стал довольно известным велогонщиком, а дочь Светлана Кузнецова — теннисисткой.